# 1900–1901-es skót labdarúgó-bajnokság (első osztály)
Az 1900–1901-es Scottish Division One volt a 11. alkalommal megrendezett, legmagasabb szintű labdarúgó-bajnokság Skóciában. A szezonban 11 klubcsapat vett részt.
A címvédő a Rangers volt. A bajnokságot újra a Rangers csapata nyerte meg.

## Tabella
| Hely. | Csapat              | M  | Gy | D | V  | G+ | G– | Gk  | P  | Továbbjutás vagy kiesés            |
| ----- | ------------------- | -- | -- | - | -- | -- | -- | --- | -- | ---------------------------------- |
| 1.    | Rangers             | 20 | 17 | 1 | 2  | 60 | 25 | +35 | 35 | A szezon bajnoka                   |
| 2.    | Celtic              | 20 | 13 | 3 | 4  | 49 | 28 | +21 | 29 |                                    |
| 3.    | Hibernian           | 20 | 9  | 7 | 4  | 29 | 22 | +7  | 25 |                                    |
| 4.    | Greenock Morton     | 20 | 9  | 3 | 8  | 40 | 40 | 0   | 21 |                                    |
| 5.    | Third Lanark        | 20 | 6  | 6 | 8  | 20 | 29 | −9  | 18 |                                    |
| 6.    | Kilmarnock          | 20 | 7  | 4 | 9  | 35 | 47 | −12 | 18 |                                    |
| 7.    | Dundee              | 20 | 6  | 5 | 9  | 36 | 35 | +1  | 17 |                                    |
| 8.    | Queen's Park        | 20 | 7  | 3 | 10 | 33 | 37 | −4  | 17 |                                    |
| 9.    | St. Mirren          | 20 | 5  | 6 | 9  | 33 | 43 | −10 | 16 |                                    |
| 10.   | Heart of Midlothian | 20 | 5  | 4 | 11 | 22 | 30 | −8  | 14 |                                    |
| 11.   | Partick Thistle     | 20 | 4  | 2 | 14 | 28 | 49 | −21 | 10 | Kiesett a Scottish Division Two-ba |

## Meccstáblázat
| Hazai \ Vendég      | CEL | DND | HOM | HIB | KIL | MOR | PAR | QPA | RAN | STM | THI |
| ------------------- | --- | --- | --- | --- | --- | --- | --- | --- | --- | --- | --- |
| Celtic              | —   | 1–2 | 1–3 | 3–1 | 1–0 | 4–2 | 3–3 | 2–0 | 2–1 | 3–0 | 5–1 |
| Dundee              | 1–1 | —   | 1–2 | 1–3 | 3–0 | 5–2 | 4–0 | 4–0 | 1–5 | 1–1 | 0–0 |
| Heart of Midlothian | 0–2 | 0–4 | —   | 0–0 | 7–0 | 1–2 | 1–3 | 1–2 | 0–1 | 0–0 | 0–0 |
| Hibernian           | 2–2 | 2–1 | 3–0 | —   | 2–2 | 1–1 | 2–0 | 0–1 | 4–1 | 1–0 | 2–0 |
| Kilmarnock          | 2–1 | 2–0 | 1–3 | 2–2 | —   | 4–1 | 2–1 | 2–1 | 1–2 | 2–2 | 2–1 |
| Greenock Morton     | 2–3 | 5–1 | 2–2 | 1–0 | 3–2 | —   | 2–3 | 6–2 | 1–3 | 1–0 | 1–0 |
| Partick Thistle     | 2–6 | 1–1 | 0–1 | 0–1 | 1–2 | 1–2 | —   | 1–4 | 1–2 | 5–3 | 3–1 |
| Queen's Park        | 0–2 | 1–0 | 4–0 | 1–1 | 5–5 | 3–0 | 2–0 | —   | 2–3 | 0–0 | 0–2 |
| Rangers             | 2–1 | 4–2 | 1–0 | 6–0 | 5–1 | 3–2 | 4–1 | 3–2 | —   | 5–2 | 4–0 |
| St. Mirren          | 3–4 | 3–3 | 2–1 | 0–2 | 3–1 | 0–2 | 5–2 | 4–3 | 1–4 | —   | 2–1 |
| Third Lanark        | 1–2 | 2–1 | 1–0 | 0–0 | 3–2 | 2–2 | 1–0 | 1–0 | 1–1 | 2–2 | —   |